# Royal Mile
Royal Mile (skotsk gælisk: Am Mìle Rìoghail) er en række sammenhængdende gader, der løber igennem Old Town i Edinburgh, Skotland. Navnet blev først brugt i W. M. Gilberts Edinburgh in the Nineteenth Century (1901), der beskrev byen "med sin borg og palads og Royal Mile imellem", og den blev yderligere populariseret af en guidebog af R. T. Skinner, der blev udgivet i 1920, "The Royal Mile (Edinburgh) Castle to Holyrood(house)".
The Royal Mile løber mellem to vigtige lokationer i Skotlands historie: Edinburgh Castle og Holyrood Palace. Navnet er afledt af den traditionelle processionsrute for monarker, med en længde på 1 skotsk mil, der nu er en forældet længdeenhed, på 1,81 km. Gaderne der udgør Royal Mile er (fra vest og øst) Castlehill, the Lawnmarket, the High Street, the Canongate og Abbey Strand. Royal Mile er den travleste turistgade i Old Town, og kun Princes Street i New Town har tilsvarende trafik